# Parafia św. Jerzego w Siemianówce
Parafia św. Jerzego – parafia prawosławna w Siemianówce, w dekanacie Hajnówka diecezji warszawsko-bielskiej.
Na terenie parafii funkcjonują 2 cerkwie:
- cerkiew św. Jerzego w Siemianówce – parafialna
- cerkiew św. Pantelejmona w Siemianówce – cmentarna

## Historia
Parafię erygowano 31 sierpnia 1957 przez wydzielenie z parafii św. Mikołaja w Narewce. W latach 1983–1984 zbudowano cerkiew cmentarną św. Pantelejmona.

## Liczba wiernych i zasięg terytorialny
Parafię tworzą wsie: Siemianówka, Babia Góra, Borowe, Pasieki, Siemiakowszczyzna, Stary Dwór, Tarnopol. W 1956 żyło tu 1400 parafian, w 2006 było ich 570. O. Mikołaj Szebelan w ciągu pięćdziesięciu lat udzielił czterystu ślubów i 780 chrztów, pochował około sześciuset osób. W Siemianówce w 2004 udzielono jednego ślubu, w 2005 nie było ani ślubu, ani chrztu. 

## Wykaz proboszczów
- 1957–2019[3] – ks. mitrat Mikołaj Szebelan
- od 2019 – ks. Walery Piotrowski